# Мілтон (округ Рок, Вісконсин)
Мілтон (англ. Milton) — місто (англ. town) в США, в окрузі Рок штату Вісконсин. Населення — 3100 осіб (2020).

## Демографія
Згідно з переписом 2010 року, у місті мешкали 2923 особи в 1129 домогосподарствах у складі 830 родин. Було 1444 помешкання
Расовий склад населення:
| - 97,4 % — білих - 0,7 % — азіатів - 0,3 % — корінних американців - 0,3 % — чорних або афроамериканців |

До двох чи більше рас належало 1,2 %. Частка іспаномовних становила 1,8 % від усіх жителів.
За віковим діапазоном населення розподілялося таким чином: 22,2 % — особи молодші 18 років, 65,6 % — особи у віці 18—64 років, 12,2 % — особи у віці 65 років та старші. Медіана віку мешканця становила 43,7 року. На 100 осіб жіночої статі у місті припадало 105,0 чоловіків;  на 100 жінок у віці від 18 років та старших — 104,2 чоловіків також старших 18 років.
Середній дохід на одне домашнє господарство  становив 86 019 доларів США (медіана — 73 482), а середній дохід на одну сім'ю — 94 338 доларів (медіана — 80 809). Медіана доходів становила 54 091 долар для чоловіків та 45 298 доларів для жінок. За межею бідності перебувало 5,6 % осіб, у тому числі 9,4 % дітей у віці до 18 років та 5,4 % осіб у віці 65 років та старших.
Цивільне працевлаштоване населення становило 1567 осіб. Основні галузі зайнятості: виробництво — 26,7 %, освіта, охорона здоров'я та соціальна допомога — 16,5 %, роздрібна торгівля — 10,8 %, науковці, спеціалісти, менеджери — 8,2 %.